# Pega grega
|  | No s'ha de confondre amb Colofó. |

La pega grega i pega reïna (o colofònia, nom que deriva de la ciutat de Colofó), és una resina natural de color ambre o groc pàl·lid obtinguda tradicionalment de les incisions fetes al tronc de pinastre i altres coníferes.
Amb altres paraules és la fracció no arrossegable per vapor de l'oleoresina de pinastre i està constituïda per una mescla d'àcids resínics, majoritàriament l'àcid abiètic. L'ambre de la mar Bàltica és colofònia fòssil.
Era un dels components (en proporcions variables) del foc grec.
La resina sòlida, marró o groguenca, residu de la destil·lació de la trementina, s'empra en farmàcia, en la fabricació de  vernissos i per donar adherència de l'arc d'alguns instruments de corda. Tradicionalment ha estat el principal agent de l'encolat del paper especialment com a cola per enquadernar llibres. També és el component fonamental de la resina utilitzada en soldadura d'estany en electrònica.

## Usos industrials

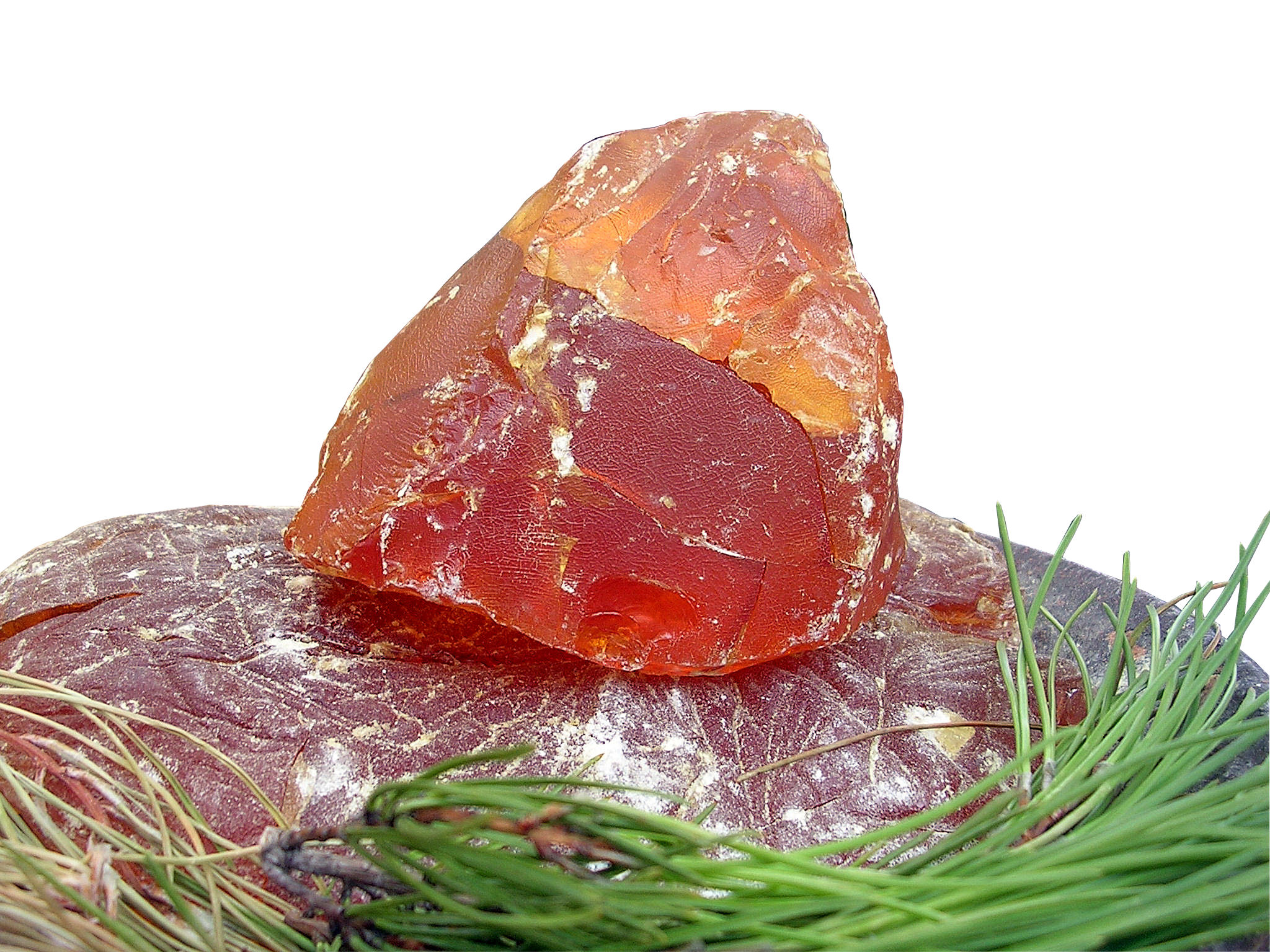
Colofònia (resina de trementina) del Pi marítim

S'ha utilitzat des de principis del segle xix, per donar resistència a la penetració dels fluids. La seva precipitació/unió sobre les fibres cel·lulòsiques es realitza mitjançant el catió alumini, encara que la hidròlisi en un mitjà aquós implica condicions àcides de fabricació de paper que són incompatibles amb la producció de papers permanents.
Altres usos actuals són l'addició de colofònies modificades al cautxú dels pneumàtics per a conferir major plasticitat, el xiclet és fonamentalment colofònia, algunes laques de qualitat també en porten així com les coles termoestables. La colofònia és un aïllant de qualitat que s'incorpora a molts circuits elèctrics. També és un ingredient important en el vernís emprat en processos de gravat com l'aiguafort per a protegir de la corrosió, quan s'aplica l'àcid, les parts "no rascades" de la làmina metàl·lica.
A més a més resulta un component fonamental per a l'elaboració de  sabons mitjançant la saponificació dels greixos, perquè si no, el sabó s'enranciaria a curt o mitjà termini.
Utilitzat també per a soldar les conduccions de plom per a l'aigua corrent a les llars.

## Ús com antilliscant
S'utilitza en l'escalada, o bé en pols amb barrejar o no amb magnesi per impregnar les mans i fer-les més adherents a la roca o al cordam.
Igualment els ballets o grups de dansa la utilitzen quan certs fòrums o algunes seus de presentació tenen el sòl relliscós. Els ballarins trepitgen "pega grega" abans d'entrar a l'escenari per evitar caigudes.